# Pedro Álvares Cabral (schip, 2012)
De Pedro Álvares Cabral is een sleephopperzuiger van Jan De Nul Group. Het schip is vernoemd naar Pedro Álvares Cabral, de ontdekker van Brazilië, en vaart onder Luxemburgse vlag.

## Geschiedenis
De Pedro Álvares Cabral werd te water gelaten in 2012 in Pula, Kroatië. Het heeft zusterschepen als de Vasco Da Gama, Bartolomeu Dias, Charles Darwin en vele anderen. Het baggerschip wordt gebruikt voor verschillende projecten over de hele wereld. 

## Specificaties

### Accommodatie
De Cabral bestaat uit 5 dekken. Op dek A bevindt zich de brug. Op dek C bevinden zich de kajuiten van de bemanning en het kantoor van de kapitein. Op dek D is er een restaurant en ontspanningsruimte. Het onderste dek wordt gebruikt als wasplaats en sauna. Het schip heeft een beuninhoud van 14.000 m³ en een draagvermogen van 26.530 ton. De totale lengte bedraagt 147,8 m en de breedte is 30,0 m.
Aan boord werken twee ploegen. Elke ploeg werkt 12 uur per dag. Het schip biedt plaats aan 33 opvarenden.

### Uitrusting
Zoals bij veel baggerschepen het geval is, bevindt de brug van de Pedro Álvares Cabral zich vooraan. Dit vergemakkelijkt het opereren en manoeuvreren van het schip. Het schip is voorzien van een DP–systeem.
De sleephopperzuiger heeft een zuigbuis. Deze bevindt zich aan stuurboordzijde en kan tot 52 meter diep gaan. De buis zuigt los materiaal en zachte gronden op zoals zand, grind, slib of klei. De opgezogen materie wordt vervolgens gedumpt via de bodemdeuren of opgespoten (rainbowen). Het schip kan ook met behulp van drijvende leidingen het harde materiaal transporteren naar een ander schip, dat het op zijn beurt opspuit of dumpt via de bodemdeuren. 